# Solanum sect. Monodolichopus
Solanum sect. Monodolichopus es una sección del género Solanum. Incluye las siguientes especiesː

## Especies
- Solanum coagulans Forssk.
- Solanum thruppii C.H. Wright